# بابا لنگ‌دراز (فیلم ۱۹۳۱)
بابا لنگ‌دراز (انگلیسی: Daddy Long Legs) فیلمی در ژانر کمدی رمانتیک است که در سال ۱۹۳۱ منتشر شد. از بازیگران آن می‌توان به جنت گینور، وارنر بکستر، یونا مرکل، ادیت فلاوز و الیزابت پترسون اشاره کرد.